# 沃什本 (緬因州)
沃什本（英語：Washburn）是一個位於美國緬因州阿魯斯圖克縣的市鎮。

## 人口
根據2020年美國人口普查的數據，沃什本的面積為90.49平方千米，當中陸地面積為88.68平方千米，而水域面積為1.81平方千米。當地共有人口1527人，而人口密度為每平方千米17人。